# Alfredo Pacheco
Alfredo Alberto Pacheco (* 1. Dezember 1982 in Santa Ana; † 27. Dezember 2015 ebenda) war ein salvadorianischer Fußballspieler auf der Position eines Abwehrspielers, der seit September 2013 lebenslang gesperrt war.

## Karriere

### Vereinskarriere
Pacheco begann seine aktive Karriere als Fußballspieler im Jahre 1996 in seiner Heimatstadt beim CD FAS. Bis 1999 kam er vorwiegend in den Jugendmannschaften des Vereins zum Einsatz. Ab 2000 schaffte er es auch in die Kampfmannschaft des Klubs, die ihren Spielbetrieb in der höchsten salvadorianischen Liga, der Primera División de Fútbol Profesional, hat. In den Jahren 2000 bis 2001 kam Pacheco nur im Reserveteam zum Einsatz, doch gelang ihm durch konstant gute Leistungen im Jahre 2001 der Schritt ins Profiteam. In der Primera División debütierte er am 3. März 2001 im Spiel gegen CD Municipal Limeño. 2005 wurde er zum Kapitän des Teams ernannt. Mit CD FAS feierte Pacheco einige Erfolge, wie den fünfmaligen Erhalt des Meistertitels im Format der Apertura und Clausura. Bis zum 2. Juli 2009 kam er für FAS zu 217 Meisterschaftseinsätzen sowie auf eine Bilanz von 32 Toren.
Am 18. Februar 2009 wurde bekanntgegeben, dass Juan Carlos Osorio, Trainer des nordamerikanischen MLS-Klub New York Red Bulls, nach El Salvador gereist sei. In der Hoffnung, Pacheco in sein Team zu holen, kam es zu mehreren Verhandlungen, nachdem die New Yorker den Salvadorianer schon einige Monate beobachtet hatten. Nicht nur die Ligaeinsätze wurden von den Scouts der NYRB verfolgt, auch Pachecos Einsätze bei der Qualifikation für die WM 2010 sowie seine Leistungen beim UNCAF Nations Cup 2009 wurden beobachtet. Anfangs wurde der Erhalt von Pachecos Vertrag auf Leihbasis am 5. März von der Geschäftsstelle der New York Red Bulls bestätigt, doch durch Probleme mit seiner International Transfer Card (ITC) veröffentlichte der Verein bis zum 17. April keine offizielle Pressemeldung. In der Zwischenzeit startete der Salvadorianer bereits am 7. April mit dem Training bei den Red Bulls. Nur elf Tage später, am 18. April 2009, kam er zu seinem ersten Einsatz in MLS, als er im Match gegen Real Salt Lake die volle Spieldauer auf dem Platz stand. Nachdem er einen starken Start bei den New Yorkern gehabt hatte, wurde seine Leihe nach einigen erfolglosen Spielen vor Ablauf der Dauer beendet.

### International
Pacheco sammelte unter anderem mit der U-20-Auswahl seines Heimatlandes, für die er von 2000 bis 2002 in 14 Spielen auf zwei Treffer kam, viele Erfahrungen. Bei seiner nächsten Station, der U-21-Auswahl, kam er im Jahre 2002 auf fünf Spiele sowie zwei Treffer. Im Jahre 2003 folgten sechs Auftritte und zwei Tore im Nationaldress der salvadorianischen U-23-Mannschaft. Zu seinem Debütauftritt in der Fußballnationalmannschaft von El Salvador kam er am 17. November 2002 in einem Freundschaftsspiel gegen die USA. Sein erstes Tor erzielte Pacheco am 19. Juli 2003 bei einem Spiel im CONCACAF Gold Cup 2003 gegen die Nationalmannschaft von Costa Rica.
Pacheco gehörte zu den 14 Nationalspielern, die am 20. September 2013  wegen Spielmanipulation eine lebenslange Sperre vom salvadorianischen Fußballverband erhielten.

## Tod
Am 27. Dezember 2015 wurde Alfredo Pacheco vor einer Tankstelle in Santa Ana durch drei Schüsse getötet. Die Projektile trafen ihn aus weniger als drei Metern Entfernung. Zwei Begleiter wurden schwer verletzt. Die Täter konnten unerkannt entkommen. Pacheco lebte zuletzt in den USA und besuchte über die Weihnachtstage seine Familie in der Heimat.

## Erfolge
- Salvadorianischer Meister: Clausura 2002, Apertura 2002, Apertura 2003, Apertura 2004, Clausura 2005
- Sieger der Central American and Caribbean Games: 2002